# Kottayam (district)
Kottayam is een district van de Indiase staat Kerala. Het district telt 1.952.901 inwoners (2001) en heeft een oppervlakte van 2203 km². Het ligt tussen het meer van Vembanad en de West-Ghats.

## Geschiedenis en economie
Kottayam was een onderdeel van het koninkrijk van Travancore tot het begin van de onafhankelijkheid van India in 1947. Het ging in redelijk dezelfde vorm verder als district van Kerala. De Vaikom Satyagraha in Vaikom was een beweging begonnen in Kottayam in 1924-25 die vroeg om vrijheid van handelen voor de onaanraakbaren in de Indiase samenleving, de Dalit.
Kottayam ligt tussen het meer van Vembanad in het westen en de West-Ghats in het oosten. Het meer van Vembanad wordt gevoed door de rivieren die van de West-Ghats stromen, en het loopt door tot de zeehaven van Kochi in het noorden. In het zuidelijk deel van het meer wordt sinds 1976 het getij gereguleerd met de doorlaatbare waterkering van Thanneermukkom. Dit ten behoeve van de polders rond het meer. De Rubber Board van India is gevestigd in Kottayam. Het gebied richting de West-Ghats kent al langere tijd veel rubberteelt, in plantages en kleine percelen.

## Begin van journalistiek in het Malayalam
Het drukken als medium is begonnen in Kerala in Kottoyam in 1811, bij C.M.S. Press Kottayam. Dominee Benjamin Bailey, kolonel Monroe, een timmerman en twee ijzersmeden installeerden de eerste drukpers en goten de benodigde drukletters in het alfabet van Malayalam (മലയാളം), de landstaal van Kerala. Dit in navolging van de Curier Press in Bombay die ook in 1811 het eerste boek in het Malayalam drukte. De eerste twee kranten in Kerala waren de 'Jnana Nikshepam' in 1848 uit Kottayam, en de 'Rajya Samacharam' uit Illikkunnu, bij Thalassery in Kannur, in juni 1847. Dit was het begin van de journalistiek in Kerala. Dat zorgde voor een toename van het aantal scholen, en een toename van de belangstelling bij het publiek voor politiek en voor hervormingen. Kottayam is nu nog een centrum van drukkerijen en krantenuitgevers.

## Toerisme

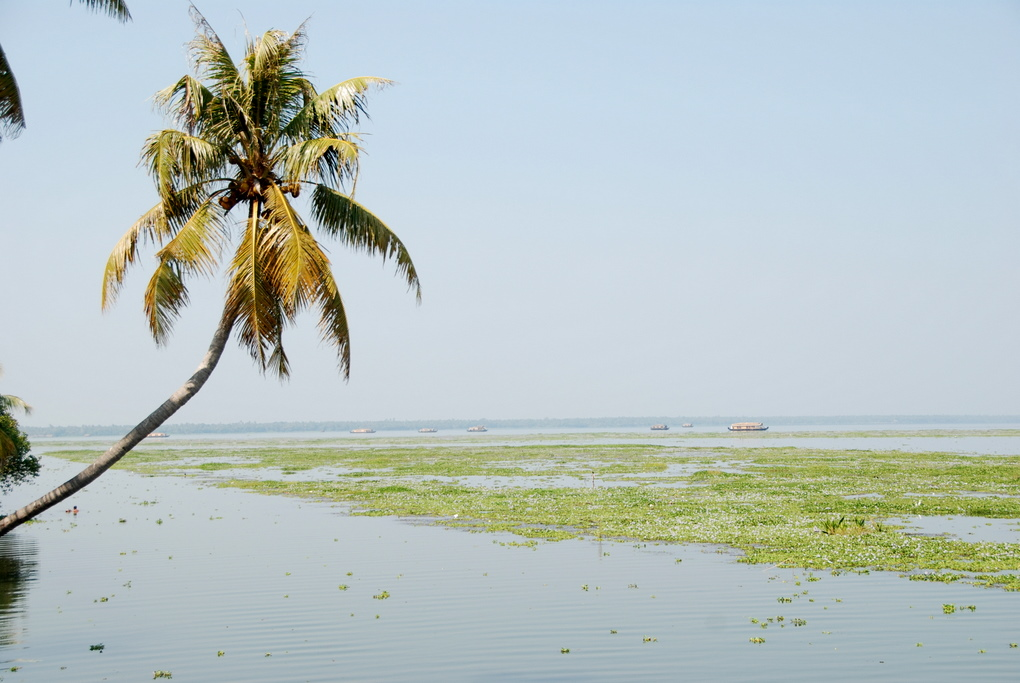
Uitzicht over het meer van Vembanad (2008)

Het meer van Vembanad en de Backwaters zijn een grote attractie in Kottayam. Het meer en de bijbehorende kanalen waren eerder een binnenlandse waterweg voor vervoer van goederen. Transport via het spoor en zeehavens heeft die functie nu overgenomen. Kottayam ligt aan de spoorverbinding die langs de kust van Kerala loopt. Het gebied wordt nu gebruikt voor landbouw en de afwatering van dit deel van Kerala. Op de oostoever van het meer ligt het Kumarakom Bird Sanctuary, een broedgebied voor watervogels. Van november tot april is het ook een rustgebied voor trekvogels.